# Lennart Johansson
Nils Lennart Johansson (Stoccolma, 5 novembre 1929 – Stoccolma, 4 giugno 2019) è stato un dirigente sportivo svedese.
È stato presidente dell'UEFA dal 1990 al 2007, il più longevo della storia della confederazione calcistica europea.

## Biografia
Nato e cresciuto a Stoccolma, Johansson ha iniziato giocando a calcio in una piccola squadra locale del quartiere di Åkeshov e nella sezione bandy dell'AIK, società polisportiva di cui è stato presidente del consiglio di amministrazione tra il 1967 e il 1980. Nel periodo 1985-1990 è stato invece presidente della SvFF, la Federcalcio svedese.
Nel 1990 è diventato presidente della UEFA, rimanendone alla guida per diciassette anni: tra i cambiamenti avvenuti in quegli anni si ricordano la riforma delle Coppe Europee e l'allargamento della fase finale del campionato europeo di calcio da 8 a 16 squadre, dovuto anche alla divisione di alcuni stati come la Jugoslavia, l'URSS e la Cecoslovacchia.
L'ultimo mandato lo ha avuto nell'aprile del 2004, quando fu rieletto per un nuovo biennio alla presidenza dell'UEFA, annunciando la sua intenzione di guidare l'organismo per altri quattro anni. Il 26 gennaio 2007 fu sconfitto nelle elezioni da Michel Platini.
Johansson è stato anche vicepresidente della FIFA, la Federazione Internazionale delle Associazioni Calcistiche, e nel 1998 concorse per la sostituzione di João Havelange alla presidenza dell'istituzione, venendo sconfitto da Joseph Blatter; tuttavia fu proprio Johansson a premiare i calciatori dell'Italia al termine della finale dei Mondiali 2006, il 9 luglio a Berlino, in assenza di Blatter.
Nel 1999 è diventato presidente onorario del club per cui tifava, l'AIK, rimanendovi fino al 4 giugno 2019, giorno in cui è deceduto all'età di 89 anni. Pochi mesi prima, l'11 novembre 2018, la squadra era tornata a vincere il titolo nazionale sotto agli occhi di Johansson, conquistando il trofeo che porta proprio il suo nome (Lennart Johanssons pokal).
Alla sua memoria sono dedicati due trofei: il Lennart Johanssons Pokal, introdotto fin dal 2001, con Johansson ancora in vita, e riservato alla squadra vincitrice del campionato svedese, e il Trofeo Lennart Johansson, che dal 2014 premia la squadra vittoriosa in UEFA Youth League.

## Operato

### Riforma delle competizioni UEFA per club
Durante i suoi 17 anni di presidenza UEFA si sono verificati cambiamenti radicali nelle tre competizioni europee per club, accompagnate talvolta da polemiche, tra cui:
Coppa dei Campioni/Champions League
- L'introduzione della fase a gironi dall'edizione 1991-1992 (fino al 1993 sostituiva i quarti di finale e le semifinali; nell'edizione 1993-1994 sostituiva solo i quarti di finale; dall'edizione 1994-1995 sostituiva il primo turno, con conseguente riduzione da 32 a 16 partecipanti).
- L'iscrizione delle squadre dei primi 8 paesi dal Ranking UEFA classificate al 2º posto nei loro campionati dall'edizione 1997-1998 (nel periodo 1997-1999 le prime classificate erano qualificate direttamente al primo turno mentre le seconde facevano il preliminare estivo) con l'allargamento da 16 a 24 club.
- L'iscrizione delle terze e delle quarte classificate (1ª e 2ª qualificata direttamente alla prima fase, 3ª e 4ª ammesse al preliminare estivo), con conseguente allargamento da 24 a 32 squadre, con due fasi a gironi e turni ad eliminazione diretta dai quarti di finale a partire dall'edizione 1999-2000 (dal 2003-2004 venne abolita la seconda fase a gironi con l'eliminazione diretta a partire dagli ottavi di finale).

Coppa delle Coppe
- Abolizione della Coppa delle Coppe nel 1999.

Coppa UEFA

Johansson, presidente dell'UEFA, consegna al capitano della Juventus, Roberto Baggio, il trofeo della Coppa UEFA 1992-1993.

- Partecipazioni delle squadre vincitrici delle coppe nazionali dall'edizione 1999-2000 con allargamento da 64 a 96 partecipanti.
- Introduzione della fase a gironi dall'edizione 2004-2005 e riduzione delle partecipanti da 96 ad 80.